# Tradescantia zebrina
Tradescantia zebrina (synoniem: Zebrina pendula) is een plant uit de familie Commelinaceae.
De soort staat in het Nederlands bekend als 'vaderplant'.
Volgens de Flora of North America komt de plant van nature voor in tropisch Amerika. In verstoorde loofbossen in Florida is de plant ingeburgerd.
De plant is in de Benelux vooral als kamerplant bekend. Ze wordt gekweekt vanwege haar aantrekkelijke bladeren. De brede langwerpige bladeren zijn donkergroen en lichtgroen gestreept. De planten kunnen bloeien met witte of roze bloemen.
In de kamer doet ze het goed bij temperaturen van ongeveer 20 °C. Daarbij mag het best warmer zijn, ze verdraagt een standplaats op het zuiden mits regelmatig matig begoten.
Bij oudere planten worden de stengels aan de bovenzijde kaal, terwijl de onderzijde blijft doorgroeien. Dit is te voorkomen door de plant regelmatig met 25% terug te snoeien. Hierdoor zal de Tradescantia zich van bovenaf blijven "vernieuwen". Bijkomend voordeel van snoeien is dat nieuwe planten  gemakkelijk door middel van stekken gekweekt kunnen worden.

Het sap kan huidirritatie veroorzaken.